# 내 사랑 내 곁에 (영화)
"내 사랑 내 곁에"(Closer To Heaven)는 루게릭병을 앓고 있는 한 남자의 이야기를 다룬 2009년 대한민국의 영화이다. 주연은 김명민, 하지원.

## 줄거리
이지수는 두 번 이혼한 장의사로 죽음과 상실을 모르는 사람이 아니다. 돌아가신 어머니의 장례식을 주선한 오랜 친구 백종우와 재회한다. 종우는 10대 때부터 루게릭병과 투병해왔다. 두 사람은 사랑에 빠지고 결혼한다. 종우는 증세가 계속 심해지고 몸에 대한 통제력을 잃기 시작하자 지수에게 화를 낸다. 그녀의 상처에도 불구하고 지수가 원하는 것은 그의 곁에 머물며 치료를 바라는 것이다.

## 캐스팅
- 하지원 - 장례지도사 이지수 역
- 김명민 - 루게릭병 환자 백종우 역
- 남능미 - 주옥연〔6인병실〕 역
- 임하룡 - 춘자 남편, 박근숙〔6인병실〕 역
- 최종률 - 옥연 남편〔6인병실〕 역
- 신신애 - 진희 모〔6인병실〕 역
- 임종윤 - 배석중〔6인병실〕 역
- 임형준 - 배석원〔6인병실〕 역
- 임성민 - 춘자〔6인병실〕 역
- 장원영 - 최씨〔6인병실〕 역
- 가인 - 서진희〔6인병실〕 역
- 김여진 - 손영찬 박사 역
- 김광규 - 상조팀 국동석 역
- 정의철 - 상조팀 유승욱 역
- 홍석연 - 손 노인 역
- 박현영 - 손 노인 딸 역
- 유승목 - 전남편 김은호 역
- 김영필 - 종우 친구, 욱중 역
- 김영훈 - 종우 친구, 관영 역
- 최요한 - 종우 친구, 재호 역
- 전수지 - 김종도 아내 역
- 유지연 - 수 간호사 역
- 김영현 - 재활의 1 역
- 조용현 - 재활의 3 역
- 김기천 - 노인 1 역
- 최대웅 - 노인 2 역

특별 출연
- 강신일 - 지수 부, 이학천 역
- 송영창 - 기공치료사 역
- 설경구 - 김종도 역
- 서효림 - 리포터 역

## 제작진
- 감독: 박진표
- 각본: 박진표
- 각색: 유승욱, 국동석, 최원섭 등
- 제작: 영화사 집

## 수상 정보
- 2009년 제30회 청룡영화상
  - 남우주연상(김명민)
  - 여우주연상(하지원)

- 2009년 제46회 대종상
  - 남우주연상(김명민)
  - 남자인기상(김명민)

- 2010년 제46회 백상예술대상
  - 영화부문 여자 최우수연기상 (하지원)

## 같이 보기
- 근위축성 측색 경화증